# Finta Zoltán (matematikus)
Finta Zoltán (Székelyudvarhely, 1964. május 5. –)  erdélyi magyar matematikus, egyetemi docens.

## Élete
Középiskolai tanulmányait szülővárosában végezte, majd a kolozsvári Babeș–Bolyai Tudományegyetemen matematika szakon tanult. Ugyancsak Kolozsváron doktorált 1998-ban, ahol ma egyetemi docens.

## Munkássága
Kutatási területe a függvényapproximáció.

### Könyvei
- Finta Zoltán: Matematikai analízis I, Kolozsvári Egyetemi Kiadó, 2007.
- Finta Zoltán: Matematikai analízis II, Kolozsvári Egyetemi Kiadó, 2008.

### Szakcikkei (válogatás)
- Z. Finta: On converse approximation theorems, J. Math. Anal. Appl., 312(2005), 159–180.
- Z. Finta: V. Gupta, Direct and inverse estimates for Phillips type operators, J. Math. Anal. Appl., 303(2005), 627–642.
- Z. Finta: On converse approximation theorems, J. Math. Anal. Appl., 312(2005), 159–180.
- Z. Finta, N.K. Govil, V. Gupta,  Some results on modified Szász-Mirakjan operators, J. Math. Anal. Appl., 327(2007), 1284–1296.
- Z. Finta: Direct and converse results for q-Bernstein operators, Proc. Edinb. Math. Soc., 52(2)(2009), 339–349.
- Z. Finta; V. Gupta: Approximation properties of q-Baskakov operators. Cent. Eur. J. Math. 8, No. 1, 199–211 (2010).
- Z. Finta: Approximation by q-parametric operators,  Publ. Math. Debrecen, 78(3-4)(2011), 543–556.
- Z. Finta: Approximation by q-Bernstein type operators, Czechoslovak Math. J., 61(136) (2011), 329–336.
- Z. Finta: Quantitative estimates for the Lupaş q-analogue of the Bernstein operator. Demonstr. Math. 44, No. 1, 123–130 (2011).